# Kublicz
Kublicz, Kiblicz (ukr. Кіблич) – wieś na Ukrainie w rejonie hajsyńskim obwodu winnickiego.
Prywatne miasto szlacheckie położone w województwie bracławskim było w 1789 roku własnością Adama Kazimierza Czartoryskiego. Pod rozbiorami siedziba gminy Kublicz w powiecie hajsyńskim guberni podolskiej.